# Малый Пучкас
Малый Пу́чкас — река в России, протекает по Вологодскому району Вологодской области. Устье реки находится в 1 км от устья Едки по левому берегу. Длина реки составляет 6 км.
Малый Пучкас вытекает из Кубенского озера в 4 километрах северо-восточнее села Кубенское. Исток находится чуть южнее истока Большого Пучкаса. Фактически Малый Пучкас представляет собой протоку между Кубенским и Лебяжьим озёрами. Впадает в озеро Лебяжье в его западной части. В южную часть Лебяжьего озеро втекает река Едка, чьим притоком считается Малый Пучкас, а в его восточной части — протока в Большой Пучкас.

## Данные водного реестра
По данным государственного водного реестра России относится к Двинско-Печорскому бассейновому округу, водохозяйственный участок реки — Северная Двина от начала реки до впадения реки Вычегда, без рек Юг и Сухона (от истока до Кубенского гидроузла), речной подбассейн реки — Сухона. Речной бассейн реки — Северная Двина.
Код объекта в государственном водном реестре — 03020100312103000006271.